# Pablo Lachat
Pablo Lachat-Couchepin (Lausana, 20 de octubre de 2000) es un deportista suizo que compite en curling.
Ganó tres medallas en el Campeonato Mundial de Curling entre los años 2021 y 2025, y dos medallas en el Campeonato Europeo de Curling, en los años 2022 y 2023.
Participó en los Juegos Olímpicos de Pekín 2022, ocupando el séptimo lugar en la prueba masculina.

## Palmarés internacional
| Campeonato Mundial | Campeonato Mundial     | Campeonato Mundial | Campeonato Mundial |
| Año                | Lugar                  | Medalla            | Prueba             |
| ------------------ | ---------------------- | ------------------ | ------------------ |
| 2021               | Calgary (Canadá)       | Medalla de bronce  | Equipo             |
| 2023               | Ottawa (Canadá)        | Medalla de bronce  | Equipo             |
| 2025               | Moose Jaw (Canadá)     | Medalla de plata   | Equipo             |
| Campeonato Europeo |                        |                    |                    |
| Año                | Lugar                  | Medalla            | Prueba             |
| 2022               | Östersund (Suecia)     | Medalla de plata   | Equipo             |
| 2023               | Aberdeen (Reino Unido) | Medalla de bronce  | Equipo             |